# Хосе Артече
Хосе Артече (ісп. José Luis Artetxe, 28 червня 1930, Гечо — 19 березня 2016) — іспанський футболіст, що грав на позиції нападника.
Виступав, зокрема, за клуб «Атлетік Більбао», а також національну збірну Іспанії.
Чемпіон Іспанії. Триразовий володар Кубка Іспанії з футболу.

## Клубна кар'єра
У дорослому футболі дебютував 1949 року виступами за команду клубу «Гечо», в якій провів один сезон. 
1950 року перейшов до головного футбольного клубу басків — «Атлетік Більбао», за який відіграв 15 сезонів.  У складі «Атлетика» був одним з головних бомбардирів команди, маючи середню результативність на рівні 0,38 голу за гру. За цей час виборов титул чемпіона Іспанії, ставав володарем Кубка Іспанії з футболу (тричі). Завершив професійну кар'єру футболіста виступами за команду «Атлетик» у 1965 році.
Помер 19 березня 2016 року на 86-му році життя.

## Виступи за збірну
1954 року дебютував в офіційних матчах у складі національної збірної Іспанії. Протягом кар'єри у національній команді, яка тривала 6 років, провів у формі головної команди країни 6 матчів, забивши 1 гол.

## Титули і досягнення
- Чемпіон Іспанії (1):

«Атлетік Більбао»: 1955-1956
- Володар Кубка Іспанії з футболу (3):

«Атлетік Більбао»: 1955, 1956, 1958
- Кубок Еви Дуарте:

«Атлетік Більбао»: 1950